# Operation Ground and Pound
"Operation Ground and Pound" é a quarta faixa do terceiro álbum da banda inglesa de Extreme Power Metal DragonForce, Inhuman Rampage. Foi o segundo videoclipe lançado pela banda e, como aconteceu com o primeiro single, "Through the Fire and Flames", a canção foi editada para ter seu tempo de execução diminuído para cerca de 5 minutos, enquanto a versão original tem quase 8 minutos.
Em 21 de agosto de 2008 a faixa foi disponibilizada em formato de download para o jogo Guitar Hero III: Legends of Rock, juntamente com "Revolution Deathsquad" e "Heroes of Our Time".

## Videoclipe
O videoclipe mostra a banda tocando em um planeta alienígena enquanto enormes naves espaciais voam por sobre as cabeças dos integrantes, acertando o solo com relâmpagos (algumas cenas são remanescentes da capa do álbum). Começa com um microfone lançado na direção do vocalista, ZP Theart, até que a guitarra inicia. Semelhante ao que acontece no videoclipe de "Through the Fire and Flames", seus olhos não se abrem até que ele tenha começado a cantar. Durante um dueto, os guitarristas Sam Totman e Herman Li são mostrados jogando um videogame de guitarras em um PC Engine enquanto eles duelam na tela (sendo Herman Li o vencedor). Em uma tomada durante o duelo é possível ver ZP Theart bebendo o que parece ser café em frente a um fundo verde, parecendo entediado. No final, a câmera mostra toda a banda tocando, enquanto os efeitos especiais seguem e as naves vão de encontro ao chão. Pouco antes do fim, algumas partes são mostradas voltando à forma original e o céu do planeta muda de laranja para azul, tornando a cena mais pacífica.

## Aparições na Mídia
A música pode ser encontrada na trilha sonora do game Skate 2 do console Xbox-360